# 光恩寺 (和歌山市)
光恩寺（こうおんじ）は、和歌山県和歌山市にある浄土宗の寺院。山号は懐岳山。

## 歴史
天正19年（1591年）、松平氏出身の信誉上人が建立した。紀伊吐前城主・津田監物算正が帰依し、監物の法号である光恩居士から光恩の部分を取って寺名とした。
元和5年（1619年）、徳川家康の十男・徳川頼宣が紀州藩主となり、信誉が松平氏の出身であったことや頼宣に学問を教えたことから紀州徳川家の庇護を受けた。
明治初期、本堂や庫裡などが火災で全焼したため、廃城令によって取り壊されていた和歌山城の本丸御殿御台所を移築して庫裡とした。和歌山城は和歌山大空襲で岡口門など数棟を残して焼失したため、庫裡は和歌山城の現存遺構として昭和46年（1971年）1月9日に和歌山市指定文化財（建造物）に指定された。

## 文化財

### 市指定文化財
- 庫裡 - 和歌山城本丸御殿御台所を移築した建物（本瓦葺入母屋造）

## 交通アクセス
- JR和歌山線布施屋駅下車 徒歩20分